# Chiesa della Badia di Sant’Agata

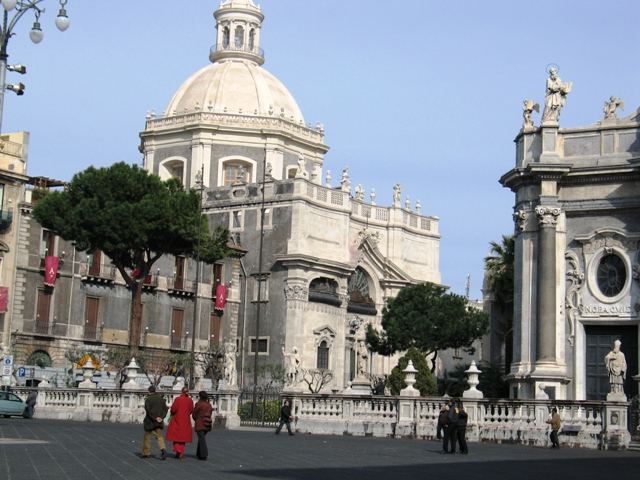
Kirche der Badia von Sant’Agata

Die römisch-katholische Chiesa della Badia di Sant’Agata (Abteikirche St. Agatha) ist eine barocke Kirche in Catania auf Sizilien. Patronin ist die heilige Agatha von Catania. Die Kirche liegt an der Via Vittorio Emanuele gegenüber der Kathedrale von Catania, die ebenso der Stadtpatronin gewidmet ist. Der Baukomplex beherbergte lange Zeit eine Benediktinerinnen-Abtei. Die Konventsgebäude sind heute im städtischen Besitz.
Giovanni Battista Vaccarini entwarf sie im Stil des sizilianischen Barocks. Die heutige Kirche wurde zwischen 1735 und 1767 nach einer Stiftung von 4000 Scudi von  Giuseppe Moncada (Besitzerfamilie des Palazzo Biscari) erbaut, um die alte Kirche von 1620 wiederzuerrichten, die beim Erdbeben auf Sizilien 1693 unterging.

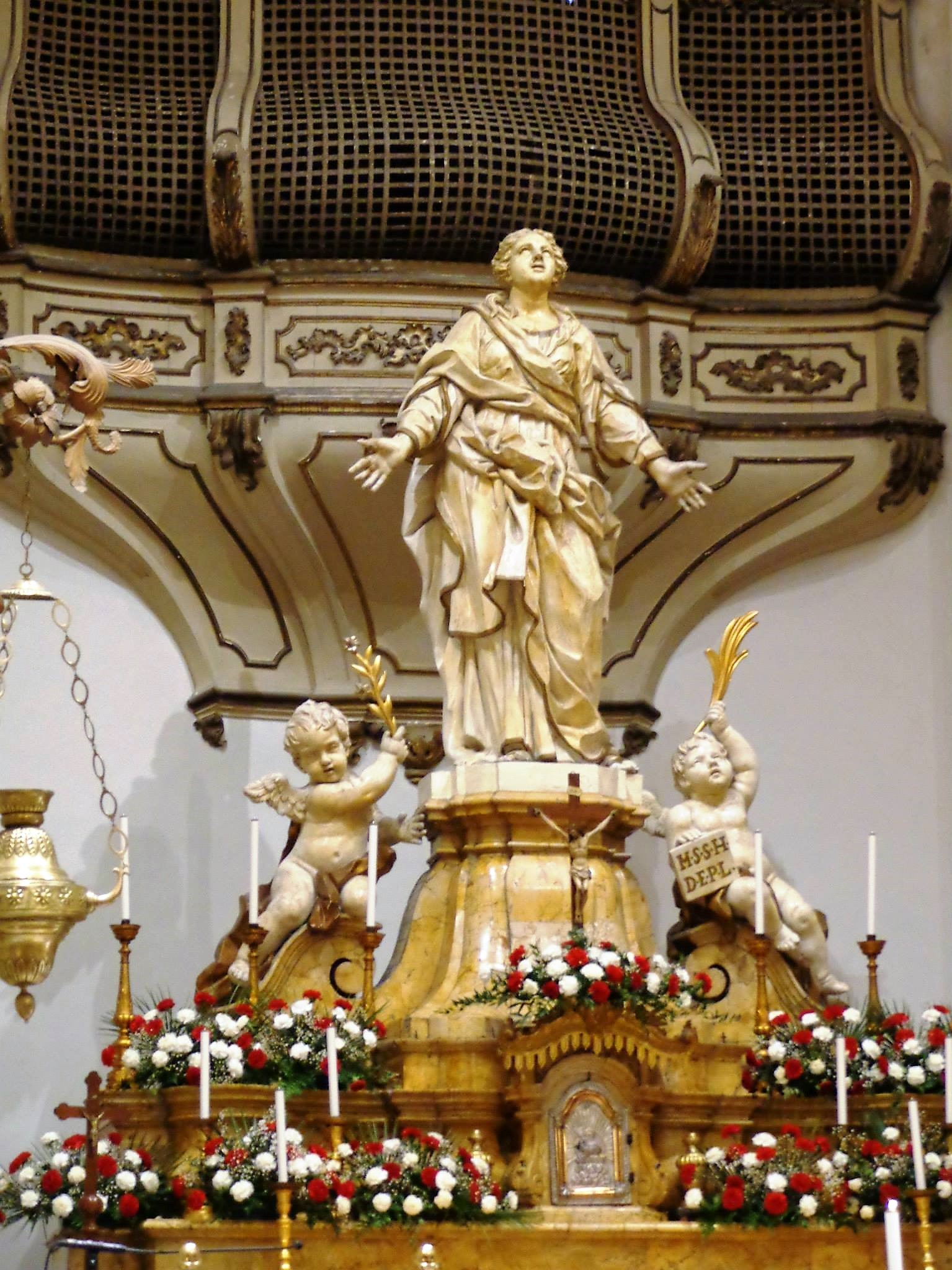
Statue der hl. Agatha in der Kirche

Die Altarstatue der heiligen Agatha greift die Statue Heilige Agnes in den Flammen von Ercole Ferrata in der römischen Kirche Sant’Agnese in Agone an der Piazza Navona auf.

## Trivia
Einen historischen Eindruck vom Klosterleben um 1840 vermittelt der Kriminalroman Sizilianisches Verderben von Ann Baiano (2018). Dazu gehörte auch, dass die Nonnen ihre einzigartige Backkunst einsetzten, um zu den Feiertagen vor allem für die fördernden Familien den beliebten mit Ricotta gefüllten Marzipankonfekt herzustellen, darunter die Minne di virgine (Jungfrauenbrüste), die an die abgeschnittenen Brüste der Märtyrerin Agatha erinnern.